# Lee Lim-saeng
Lee Lim-saeng (en coreano: 이임생; nacido el 18 de noviembre de 1971 en Ganghwa, Gyeonggi) es un exfutbolista y actual entrenador surcoreano. Jugaba de defensa y su último club fue el Busan I'Cons de Corea del Sur. Actualmente no dirige a ningún equipo tras hacerlo en Suwon Samsung Bluewings de la K League 1 de Corea del Sur.
Lee desarrolló la mayor parte de su carrera en Bucheon SK. Además, fue internacional absoluto por la Selección de fútbol de Corea del Sur y disputó la Copa Mundial de la FIFA 1998.
A nivel de entrenador, Lee fue nombrado entrenador del Home United de la S.League en 2010. El club obtuvo dos veces el subcampeonato de liga, mientras que ganó la Copa de Singapur en 2011 y en 2013. Finalmente, llegó a otro vicecampeonato en este mismo certamen en 2014. Luego de cinco temporadas en la institución, renovó su contrato el 5 de diciembre de 2014. Posteriormente, se trasladaría a China donde entrenaría a Shenzhen F.C., Yanbian Funde y Tianjin Teda.

## Trayectoria

### Clubes como futbolista
| Club                          | País          | Año         |
| ----------------------------- | ------------- | ----------- |
| Yukong Elephants / Bucheon SK | Corea del Sur | 1994 - 2002 |
| Busan I'Cons                  | Corea del Sur | 2003        |

### Selección nacional como futbolista
| Selección | País          | Año         |
| --------- | ------------- | ----------- |
| Sub-20    | Corea del Sur | 1991        |
| Sub-23    | Corea del Sur | 1991 - 1996 |
| Absoluta  | Corea del Sur | 1992 - 2002 |

### Clubes como entrenador
| Club                                | País          | Año         |
| ----------------------------------- | ------------- | ----------- |
| Suwon Samsung Bluewings (asistente) | Corea del Sur | 2004 - 2005 |
| Suwon Samsung Bluewings (asistente) | Corea del Sur | 2006 - 2009 |
| Home United                         | Singapur      | 2010 - 2014 |
| Shenzhen F.C.                       | China         | 2015        |
| Yanbian Funde (asistente)           | China         | 2016        |
| Tianjin Teda (asistente)            | China         | 2017        |
| Tianjin Teda (interino)             | China         | 2017        |
| Tianjin Teda                        | China         | 2017        |
| Suwon Samsung Bluewings             | Corea del Sur | 2019 - 2020 |

## Estadísticas

### Como futbolista

#### Clubes
| Rendimiento de club | Rendimiento de club | Rendimiento de club | Liga  | Liga  | Copa    | Copa    | Copa de la Liga | Copa de la Liga | Continental | Continental | Total | Total |
| Año                 | Club                | Liga                | Part. | Goles | Part.   | Goles   | Part.           | Goles           | Part.       | Goles       | Part. | Goles |
| Corea del Sur       | Corea del Sur       | Corea del Sur       | Liga  | Liga  | KFA Cup | KFA Cup | Copa de la Liga | Copa de la Liga | Asia        | Asia        | Total | Total |
| ------------------- | ------------------- | ------------------- | ----- | ----- | ------- | ------- | --------------- | --------------- | ----------- | ----------- | ----- | ----- |
| 1994                | Yukong Elephants    | K-League            | 13    | 0     | -       | -       | 0               | 0               | -           | -           | 13    | 0     |
| 1995                | Yukong Elephants    | K-League            | 18    | 0     | -       | -       | 6               | 0               | -           | -           | 24    | 0     |
| 1996                | Bucheon SK          | K-League            | 17    | 0     | ?       | ?       | 5               | 0               | -           | -           |       |       |
| 1997                | Bucheon SK          | K-League            | 0     | 0     | ?       | ?       | 2               | 0               | -           | -           |       |       |
| 1998                | Bucheon SK          | K-League            | 17    | 0     | ?       | ?       | 9               | 0               | -           | -           |       |       |
| 1999                | Bucheon SK          | K-League            | 25    | 2     | ?       | ?       | 9               | 0               | -           | -           |       |       |
| 2000                | Bucheon SK          | K-League            | 29    | 3     | ?       | ?       | 10              | 2               | -           | -           |       |       |
| 2001                | Bucheon SK          | K-League            | 3     | 1     | ?       | ?       | 8               | 0               | -           | -           |       |       |
| 2002                | Bucheon SK          | K-League            | 24    | 2     | ?       | ?       | 5               | 1               | -           | -           |       |       |
| 2003                | Busan I'Cons        | K-League            | 29    | 0     | 0       | 0       | -               | -               | -           | -           | 29    | 0     |
| Total               | Corea del Sur       | Corea del Sur       | 175   | 8     |         |         | 54              | 3               | -           | -           |       |       |
| Total carrera       | Total carrera       | Total carrera       | 175   | 8     |         |         | 54              | 3               |             |             |       |       |

#### Selección nacional
Fuente:
| Selección de Corea del Sur | Selección de Corea del Sur | Selección de Corea del Sur |
| Año                        | Part.                      | Goles                      |
| -------------------------- | -------------------------- | -------------------------- |
| 1992                       | 1                          | 0                          |
| 1993                       | 1                          | 0                          |
| 1994                       | 9                          | 0                          |
| 1995                       | 1                          | 0                          |
| 1996                       | 0                          | 0                          |
| 1997                       | 3                          | 0                          |
| 1998                       | 3                          | 0                          |
| 1999                       | 1                          | 0                          |
| 2000                       | 5                          | 0                          |
| 2001                       | 1                          | 0                          |
| 2002                       | 1                          | 0                          |
| Total                      | 26                         | 0                          |

##### Participaciones en fases finales
| Torneo                                       | Sede           | Resultado        | Partidos | Goles |
| -------------------------------------------- | -------------- | ---------------- | -------- | ----- |
| Campeonato Mundial Juvenil de Fútbol de 1991 | Portugal       | Cuartos de final | 3        | 0     |
| Juegos Olímpicos de 1992                     | Barcelona      | Primera fase     | 3        | 0     |
| Juegos Asiáticos de 1994                     | Hiroshima      | Cuarto puesto    | —        | —     |
| Juegos Olímpicos de 1996                     | Atlanta        | Primera fase     | 2        | 0     |
| Copa Mundial de Fútbol de 1998               | Francia        | Primera fase     | 1        | 0     |
| Copa de Oro de la Concacaf 2000              | Estados Unidos | Primera fase     | 2        | 1     |
| Copa Asiática 2000                           | Líbano         | Tercer puesto    | 0        | 0     |